# Jože Malnarič
Jože Malnarič, slovenski general, * 27. februar 1917, † 1992.

## Življenjepis
Leta 1941 se je pridružil NOVJ in naslednje leto je vstopil v KPJ. Med vojno je bil sprva politični komisar bataljona in nato Zapadnodolenskega odreda, poveljnik Vzhodnodolenjskega odreda, Gubčeve brigade, Oficirske šole GŠ Slovenije, načelnik štaba in nato pomočnik poveljnika 7. korpusa.
Po vojni je bil načelnik oddelka v armadi, načelnik katedre na VVA JLA, inšpektor v Glavni inšpekciji JLA;...